# Václav Hladík
Václav Hladík (* 18. listopadu 1949) je bývalý český fotbalista, záložník. Po skončení aktivní kariéry působil ve Spartě jako sekretář a vedoucí mužstva a trénoval v nižších soutěžích a pracoval jako fotbalový agent.

## Fotbalová kariéra
V československé lize hrál za Spartu Praha. Nastoupil v 8 ligových utkáních a dal 1 gól. V Poháru vítězů pohárů nastoupil za Spartu v utkání proti AC Milán v sezóně 1972-1973.

## Ligová bilance
| Ročník                                   | Zápasy | Góly | Klub         |
| ---------------------------------------- | ------ | ---- | ------------ |
| 1. československá fotbalová liga 1972/73 | 8      | 1    | Sparta Praha |
| CELKEM                                   | 8      | 1    |              |